# پرندگان خشمگین انفجار
انفجار پرندگان خشمگین یا پرندگان خشمگین انفجار (به انگلیسی: Angry Birds Blast) یک بازی رایگان پازلی تطبیق کاشی است که در سال ۲۰۱۶ توسط باندای نامکو ساخته و توسط راویو اینترتیمنت منتشر شد.